# Izabela Elżbieta Czartoryska

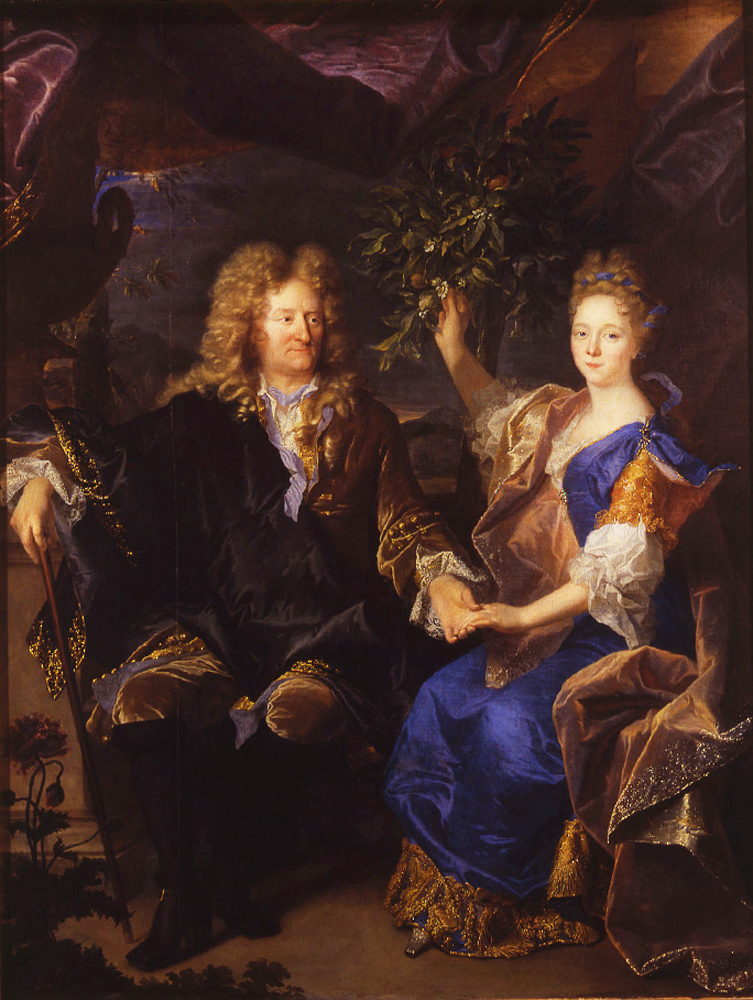
Porträt mit ihrem Vater von Hyacinthe Rigaud

Izabela Elżbieta Czartoryska (* 26. August 1671 in Warschau; † 24. Februar 1758 ebenda) war eine polnische Fürstin. Sie entstammte der Magnatenfalimie Morsztyn/Morstein und heiratete in die Czartoryski ein. Sie war die Großmutter des letzten polnisch-litauischen Königs Stanislaus II. August Poniatowski.

## Leben
Izabela Elżbieta war die Tochter des Fürsten und Dichters Jan Andrzej Morsztyn und seiner Frau Maria Katarzyna Gordon. Ihr Ehemann war der Fürst Kazimierz Czartoryski, den sie 1693 heiratete. Mit ihrem Ehemann unterstützte sie bei der Wahl 1696 François Louis de Bourbon, prince de Conti als Kandidat für den polnischen Königsthron. Sie gründete in Warschau eine der ersten politischen Gesellschaften, aus der sich die Partei Familia entwickelte. Magnatinnen spielten von Beginn an eine wichtige Rolle in dieser Partei.

## Familie
Zu ihren Kindern zählten:
- Michał Fryderyk Czartoryski
- August Aleksander Czartoryski
- Konstancja Czartoryska
- Ludwika Elżbieta Czartoryska
- Teodor Kazimierz Czartoryski